# Isoalliin
Isoalliin ist ein schwefelhaltiger Inhaltsstoff der Speisezwiebel (Allium cepa), auf den der typische Geruch und die Tränenreizung, z. B. beim Aufschneiden einer Zwiebel, zurückzuführen sind. Es handelt sich dabei um das Doppelbindungsisomer des im Knoblauch (Allium sativum) vorhandenen Alliins. Obwohl strukturell dem Alliin sehr ähnlich, reagiert Isoalliin völlig anders. Für Fressfeinde im Tierreich und auch für Krankheitserreger der Pflanzen dürfte es sich um einen Abwehrstoff handeln.

## Reaktion von Isoalliin und Folgeprodukte
In der Zwiebel ist Isoalliin stabil in den äußeren Zellmembranen der Zellen und nicht tränenreizend, kommt jedoch bei Verletzungen, beispielsweise durch Fraß von Schädlingen oder bei Aufarbeitung für Speisen, unmittelbar mit dem in den Zellvakulolen liegenden Enzym Alliinase in Kontakt und reagiert zu diversen, ihrerseits wieder sehr reaktionsfreudigen Verbindungen ab, siehe Schema unten. Durch niedrige Temperaturen kann diese Startreaktion verhindert werden; daher gelingt die Isolierung von Isoalliin nur durch Extraktion aus der Zwiebel bei Temperaturen unter 0 °C, z. B. in Ethanol. Da das Molekül zwei chirale Zentren (am Schwefelatom und am Kohlenstoffatom mit der Aminogruppe) hat, gibt es vier Stereoisomere von Isoalliin. Nur das eine oben genannte kommt in der Zwiebel vor und kann von Alliinase abgebaut werden.

Allicin, ein Inhaltsstoff, der aus Knoblauch gewonnen werden kann

Wird die Zwiebel verletzt, entsteht aus Isoalliin im ersten Schritt durch Abspaltung des Alaninfragmentes mittels der Alliinase und dem Enzym Co-Faktor Pyridoxalphosphat die 1-Propensulfensäure, welche durch tautomere Wasserstoffumlagerung zu dem so genannten tränenreizenden Faktor (engl. lacrimatory factor, LF), dem Propanthial-S-oxid in zwei isomeren Formen (syn– und anti-) wird, wobei die syn-Form das Hauptprodukt darstellt. Daher wird Isoalliin selbst im Englischen auch als lacrimatory precursor (häufig auch lachrymatory p.) bezeichnet. Das abgespaltene Alaninbruchstück zerfällt in Pyruvat und Ammoniak. Der tränenreizende Faktor selbst ist sehr reaktiv, kann zu Propionaldehyd, Schwefelsäure und Schwefelwasserstoff hydrolysieren, aber auch Cycloadditionen mit sich selbst zu Vier- und Fünfringverbindungen eingehen. Bei den höheren Temperaturen der Wasserdampfdestillation bei 100 °C und natürlich auch beim Kochen oder Braten bildet sich neben Propionaldehyd auch Dipropyldisulfid. Letzteres stellt die gesättigte und reduzierte (Sauerstoff-freie) Form des Allicins dar, welches aus dem Knoblauch extrahiert werden kann. Hier wird deutlich, wie nah die Zwiebelgewächse A. sativum und A. cepa auch „chemisch“ miteinander verwandt sind.

## Vorkommen

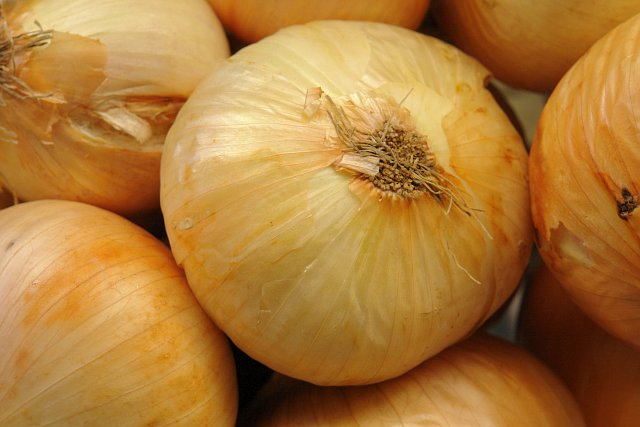
Speisezwiebeln

Alliin und Isoalliin schließen sich innerhalb der Alliumarten weitgehend aus. Beide Stoffe lösen den kokumi-Geschmack aus. Knoblauchsorten enthalten gar kein oder sehr wenig Isoalliin. Umgekehrt gilt das gleiche für Alliin in vielen anderen essbaren Zwiebel- und Lauchgewächsen. Der Gehalt von Isoalliin in verschiedenen Zwiebelpflanzen variiert zwischen etwa 100 und 900 mg/kg (ppm) Frischware. Zwiebelarten, in denen Isoalliin in signifikanten Mengen nachgewiesen wurden:
- Altaizwiebel (A. altaicum)
- Goldseezwiebel (A. altyncolicum)
- Schalotte (A. ascalonicum)
- Speisezwiebel (A. cepa in versch. Sorten)
- Nickender Lauch (A. nutans)
- Porree (A. porrum)
- Schnittlauch (A. schoenoprasum)
- Winterzwiebel, Winterhecke (A. fistulosum)

Alliin-haltige Alliumarten, die kein oder sehr geringe Mengen Isoalliin enthalten:
- Gemüseknoblauch (A. ampeloprasum)
- Knoblauch-Schnittlauch, Japanische Lauchzwiebel, Rakkyo (A. chinense)
- Wilder Knoblauch (A. longicuspis)
- Knoblauch (A. sativum)
- Bärlauch (A. ursinum)
- Allermannsharnisch (A. victorialis)